# Gewone beurszwam
De gewone beurszwam (Volvopluteus gloiocephalus) is een schimmel behorend tot de familie Pluteaceae. 

## Kenmerken

### Uiterlijke kenmerken
Hoed
De hoed is tussen de 5 en 15 cm in diameter, min of meer ovaal of conisch als ze jong zijn, breidt dan uit tot convex of plat, soms met een lichte kuiltje bij oude exemplaren. Het oppervlak is aanvankelijk een slijmerig, glanzend oppervlak, later droog, fijnvezelig; de kleur varieert van zuiver wit tot grijs of grijsbruin. 
Lamellen
De lamellen zijn talrijk, vrij van de steel, ventricose (gezwollen in het midden) en tot 2 cm breed; ze zijn wit als ze jong zijn, maar worden roze naarmate ze ouder worden. 
Steel
De steel is 5 tot 22,5 cm lang en 0,7 tot 2,5 cm breed, cilindrisch, verbreding naar de basis; het oppervlak is wit, glad of licht behaard (bedekt met fijne witte poederachtige korrels). De volva is 2-3 cm hoog, sacciform (zakje-achtig), wit en heeft een glad oppervlak. 
Vlees
Het vlees is wit op steel en hoed en verandert niet als het gekneusd wordt of blootgesteld wordt aan lucht. 
Geur en smaak
De geur en smaak variëren van onduidelijk tot radijsachtig of vergelijkbaar met rauwe geschilde aardappelen. 
Sporenprint
De sporenprint is rozebruin. 

### Microscopische kenmerken
De basidiosporen zijn ellipsoïde en meten 12-16 × 8-9,5 µm. Basidia zijn 20-35 bij 7-15 µm en meestal viersporig, maar soms kunnen tweesporige basidia voorkomen. Pleurocystidia zijn 60-90 × 20-50 µm met variabele morfologie: knotsvormig, spoelvormig, eivormig en soms met een kleine apicale papil. Cheilocystidia zijn 55-100 × 15-40 µm met een vergelijkbare morfologie als de pleurocystidia; ze bedekken de lamelrand volledig. Caulocystidia zijn soms aanwezig, met afmetingen van 70-180 × 10-25 µm; ze zijn meestal cilindrisch. gesp ontbreken bij de hyfen.
|                                                 |                |                |
| Basidiosporen; kleinste maatstreepjes zijn 1 μm | Pleurocystidia | Cheilocystidia |

## Habitat
Het is een saprobe bodembewoner. De oorspronkelijke biotoop in Centraal-Europa is waarschijnlijk uiterwaarden en moerasbossen, schaduwrijke hellingen en beukenbossen die rijk zijn aan stikstof. Als nitrofiele, ruderale soort was het in staat een overvloed aan antropogeen gecreëerde biotopen te koloniseren, zoals aardappel-, raap-, maïs- en graanvelden, groente- en bloemenvelden, vette weiden, weilanden, tuinen en parken, en wordt ook gevonden langs bermen, hout- en mestopslagplaatsen en soortgelijke plaatsen vinden, het komt ook voor in kassen. Hij leeft in rottende mest, rottend stro en riet, zaagsel en soortgelijke substraten. Hij is enigszins warmtegebonden. In Centraal-Europa verschijnen de vruchtlichamen vanaf eind mei begin november.

## Verspreiding
De gewone beurszwam is een tropische en Holarctische schimmelsoort die voorkomt in de Middellandse Zee tot de gematigde streken van de Holarctische wateren. Hij is waargenomen in Japan, Hawaï, de Verenigde Staten, de Canarische Eilanden en Noord-Afrika. In Europa strekt het verspreidingsgebied zich uit van Zuidwest-Europa tot Rusland, in het noorden komt het in Zweden en Finland sporadisch voor tot in de boreale en subarctische zones.

## Foto's

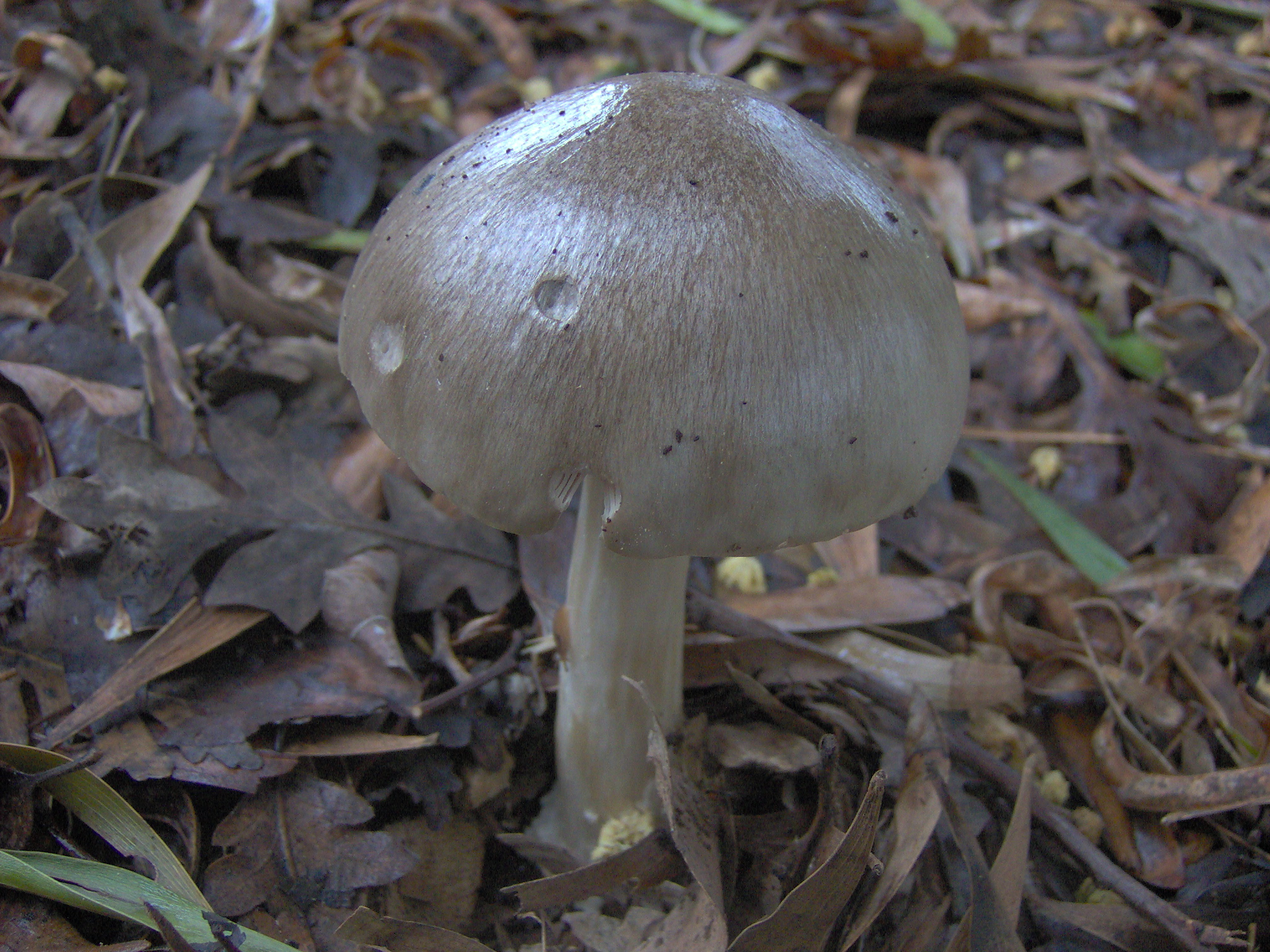
Vruchtlichaam met grijze hoed
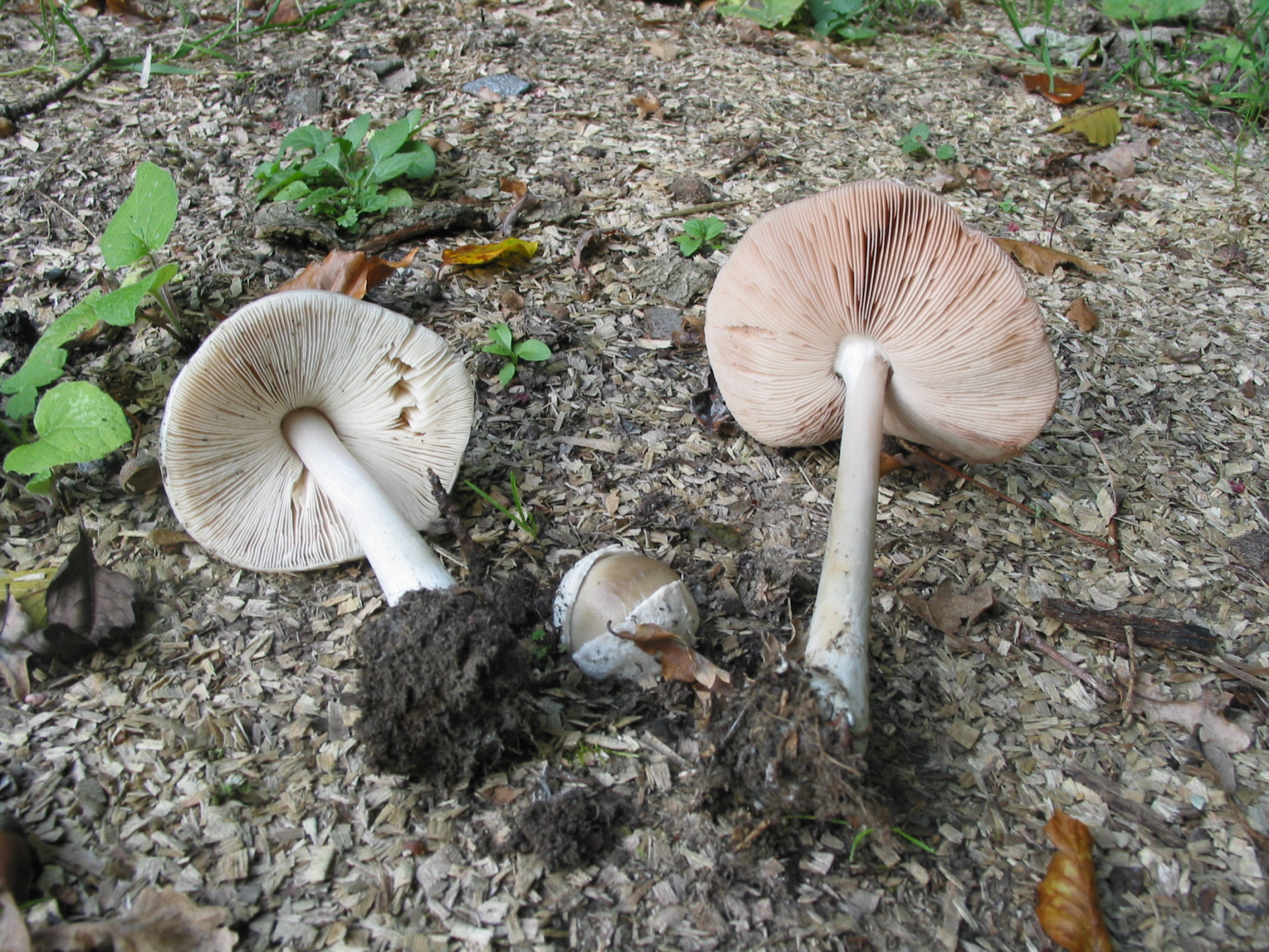
Lamellen